# Alfred Eisenbeisser
Alfred Eisenbeisser, anche chiamato Alfred Fieraru (Černivci, 7 aprile 1908 – Berlino, 1º luglio 1991), è stato un calciatore e pattinatore artistico su ghiaccio rumeno, di origini tedesche.

## Carriera

### Calciatore
Eisenbeisser iniziò la sua carriera calcistica nel Jahn Cernăuţi e nel 1930 si unì ad un altro team di Cernăuţi, il Dragoş Vodă. Nel 1932, passò al Venus Bucarest dove giocò la maggior parte della sua carriera.
Eisenbeisser giocò anche per la Nazionale rumena al Mondiale 1930 in cui disputò due partite contro il Perù e i futuri campioni del mondo dell'Uruguay.

### Pattinaggio di figura
Eisenbeisser partecipò ai Campionati europei di pattinaggio di figura nel 1934 dove assieme alla compagna Irina Timcic ottenne il 7º posto. Prese parte anche alle Olimpiadi 1936 ma arrivò solo tredicesimo. L'ultima sua partecipazione a un campionato di pattinaggio fu ai Campionati europei del 1939.

## Palmarès

### Calcio
- Campionato rumeno: 3

Venus Bucarest: 1933-34, 1936-37, 1938-39